# La finta semplice
La finta semplice (La ingènua fingida), K. 51, és una òpera en tres actes composta per Wolfgang Amadeus Mozart sobre un llibret italià de Marco Coltellini, basat en un llibret anterior de Carlo Goldoni. S'estrenà possiblement al Palau de l'arquebisbe de Salzburg l'1 de maig de 1769. És, òbviament, l'obra d'un noi de dotze anys, és a dir que és difícil percebre en aquesta primera experiència en l'àmbit de l'òpera buffa italiana les premisses de les obres mestres de la maduresa, compostes amb llibrets de Da Ponte.	
Es va compondre per encàrrec de l'empresari teatral Giuseppe Affligio, que va contractar Mozart per cent ducats perquè compongués una òpera per al teatre de la cort. No obstant això, no va arribar a estrenar-se a Viena el 1768.
Sabem, per una carta escrita pel seu pare Leopold, que Wolfgang va tenir molts problemes per estrenar l'òpera: «L'òpera havia d'estar a punt per Pasqua, però el poeta va ser el primer a obstaculitzar el treball, demorant cada vegada més el lliurament de les oportunes correccions; per Pasqua només teníem dues àries corregides. Es va postergar la data fins a la Pentecosta, i després fins a la tornada d'Hongria de Sa Majestat. Només llavors van caure les màscares. Mentrestant, tots els compositors, i Gluck el primer, s'havien confabulat per impedir que l'òpera avancés. Es va seduir als cantants, es va posar en estat d'alerta a l'orquestra i es va fer tot el possible per bloquejar la posada en escena. Els cantants, que a prou feines saben llegir les notes i que, en alguns casos, han d'aprendre les parts de memòria, van ser obligats a afirmar
que no podien cantar les seves àries, quan a casa nostra les havien escoltat, les havien aprovat i les havien aplaudit. L'orquestra, per la seva banda, no volia ser dirigida per un nen, i cent excuses més».
També van fer córrer rumors que el nen no era capaç d'escriure aquella òpera i que en realitat el compositor era el pare. Leopold, furibund, va sotmetre el pobre nen a tot un seguit de
experiments. En presència d'il·lustres personatges, com el poeta de la cort, Pietro Metastasio, el compositor de la cort, Giuseppe Bonn, l'operista alemany italianitzat Johann Adolph Hasse i el canceller Kaunitz, Leopold va obrir a l'atzar un dels volums dels drames per a música de Metastasio i li va fer llegir el petit Wolfganfg la primera ària que va aparèixer: «Ell va agafar la ploma i, sense meditar massa, va compondre a una velocitat sorprenent música per a aquesta ària amb acompanyament de nombrosos instruments».
El 21 de setembre de 1768, Leopold va presentar a l'emperador un plec de denúncies per les ofenses rebudes pel seu fill, que havien impedit la representació de La finta semplice. Leopold demanava
justícia, i també els 100 ducats pactats, però no va guanyar la batalla i l'òpera no es va representar.
L'òpera consta de tres actes i d'una obertura per a la qual Mozart es va servir dels materials d'una simfonia, la simfonia en re major que en el catàleg Koechell porta el número 45, composta alguns mesos abans. Mozart va eliminar el minuetto i va conservar els tres moviments que, en la successió allegro-andante-molto allegro, respectaven la manera tripartida de la simfonia operística a la italiana. Un costum de l'època era que la música introductòria no tingués relació amb l'òpera
i amb el seu material musical. Aquesta pràctica va romandre inamovible fins a Rossini.

## Argument
Els personatges de la trama són sis, els clàssics personatges de la commedia dell'arte: la parella d'enamorats, el rondinaire i els servents còmics que fan de revés de la medalla dels seus amos, tot condimentat amb les habituals disfresses, equívocs i consegüent desenllaç dels greuges. L'acció transcorre al palau de dos rics i madurs solters de Cremona: Don Cassandro, un misogin, Don Polidoro, un babau. Aquests han donat allotjament a un capità hongarès, Fracasso, i al seu criat Simone. Fracasso està enamorat de Giacinta, la germana dels solters, i Simone s'ha encapritxat de Ninette, la donzella de la dama. Per sentit comú, els germans haurien d'oposar-se al matrimoni de Giacinta per raons econòmiques.
Llavors Ninette ordeix un diabòlic pla, aprofitant l'arribada de Rosina, germana de Fracasso. Rosina fingirà ser una simple poc perillosa i farà que els dos germans s'enamorin d'ella. Rosina, ensinistrada per Ninette, fa el seu paper i poc després Don Polidoro li demana la mà. Sense donar-li
una resposta clara, Rosina passa a conquerir a Don Cassandro, tasca més àrdua que la primera. No obstant això, arriba al seu cor i fins aconsegueix que li regali un preciós anell. Però Cassandro es penedeix d'haver cedit i tem que Rosina fugi amb l'anell, per evitar-ho organitza una festa que aviat adquireix un caire desafortunat: Cassandro i Polidoro, tots dos enamorats ja de Rosina, es barallen i després s'emborratxen. Aprofitant que Cassandro s'ha adormit, Rosina li llisca al dit l'anell que li havia regalat, la qual cosa genera un equívoc i una segona baralla entre els germans.
Per complicar encara més les coses i traure l'anhelat assentiment al matrimoni de Giacinta i Fracasso, Ninette i Giacinta s'amaguen i fan creure que han fugit emportant-se totes les joies de la
família. Don Cassandro i Don Polidor, desesperats pel robatori, prometen a Fracasso i a Simone que podran casar-se amb les fugitives a condició que les trobin, les tornin a casa i recuperin totes
les joies. Per la seva banda, tots dos germans segueixen fent-li la cort a Rosina, la qual, finalment, tria com a marit a Cassandro. Fracasso i Simone reapareixen amb Giacinta i Ninette i el presumptament robat botí. S'arriba així al final feliç: hi haurà tres matrimonis, i el tontaina de Don Polidoro es queda sol.